# Верхня і нижня границі

Верхня границя (limsup) і нижня границя (liminf)

В математичному аналізі верхня і нижня границі визначаються для числових послідовностей чи функцій і використовуються при їх вивченні. На відміну від звичайної границі, верхня і нижня границі завжди існують (хоч і можуть бути рівними нескінченності). Для нижньої границі послідовності {\displaystyle \left\{x_{n}\right\}_{n=1}^{\infty }} використовуються позначення {\displaystyle \varliminf _{n\to \infty }x_{n}} (поширене в українській і російській літературі) і {\displaystyle \liminf _{n\to \infty }x_{n}} (поширеніше в західній літературі). Для верхньої границі відповідні позначення мають вигляд {\displaystyle \varlimsup _{n\to \infty }x_{n}} і {\displaystyle \limsup _{n\to \infty }x_{n}.}

## Визначення

### Визначення для послідовностей
Нижню границю послідовності можна визначити:
{\displaystyle \varliminf _{n\to \infty }x_{n}:=\lim _{n\to \infty }{\Big (}\inf _{m\geq n}x_{m}{\Big )}}
або
{\displaystyle \varliminf _{n\to \infty }x_{n}:=\sup _{n\geq 0}\,\inf _{m\geq n}x_{m}=\sup\{\,\inf\{\,x_{m}:m\geq n\,\}:n\geq 0\,\}.}
Подібним чином верхня границя послідовності (xn) визначається
{\displaystyle \limsup _{n\to \infty }x_{n}:=\lim _{n\to \infty }{\Big (}\sup _{m\geq n}x_{m}{\Big )}}
або
{\displaystyle \limsup _{n\to \infty }x_{n}:=\inf _{n\geq 0}\,\sup _{m\geq n}x_{m}=\inf\{\,\sup\{\,x_{m}:m\geq n\,\}:n\geq 0\,\}.}

### Визначення для функцій
Нехай дано дійсну функцію {\displaystyle f:I\to \mathbb {R} ,}  де {\displaystyle I\subset \mathbb {R} ,} і ξ — граничну точку I, тоді верхню і нижню границю функції в точці ξ можна визначити:
{\displaystyle \varlimsup _{x\to \xi }f(x)=\inf _{a>0}\sup f((\xi -a,\xi +a)\cap I),}
{\displaystyle \varliminf _{x\to \xi }f(x)=\sup _{a>0}\inf f((\xi -a,\xi +a)\cap I).}
Аналогічно можна визначити односторонні границі функції в точці:
{\displaystyle \varlimsup _{x\to \xi +}f(x)=\inf _{a>0}\sup f((\xi ,\xi +a)\cap I),}
{\displaystyle \varliminf _{x\to \xi +}f(x)=\sup _{a>0}\inf f((\xi ,\xi +a)\cap I),}
{\displaystyle \varlimsup _{x\to \xi -}f(x)=\inf _{a>0}\sup f((\xi -a,\xi )\cap I),}
{\displaystyle \varliminf _{x\to \xi -}f(x)=\sup _{a>0}\inf f((\xi -a,\xi )\cap I).}

### Визначення для послідовності множин
Нехай Ω — деяка множина, (An) — послідовність її підмножин. Тоді верхня і нижня границі  цієї послідовності визначаються за формулами:
{\displaystyle \varliminf _{n\rightarrow \infty }A_{n}={\bigcup _{n=1}^{\infty }}\left({\bigcap _{m=n}^{\infty }}A_{m}\right)}
і
{\displaystyle \varlimsup _{n\rightarrow \infty }A_{n}={\bigcap _{n=1}^{\infty }}\left({\bigcup _{m=n}^{\infty }}A_{m}\right).}

## Приклади
- {\displaystyle \varliminf _{n\to \infty }{\frac {1}{n}}=\varlimsup _{n\to \infty }{\frac {1}{n}}=0}

- {\displaystyle \varliminf _{n\to \infty }\left(-1\right)^{n}=-1}

- {\displaystyle \varlimsup _{n\to \infty }\left(-1\right)^{n}=+1}

## Властивості
- У будь-якої послідовності існують верхня і нижня границі, що належать множині {\displaystyle \mathbb {R} \cup \lbrace -\infty ,+\infty \rbrace .}
- Числова послідовність {\displaystyle ~\{x_{n}\}} збігається до {\displaystyle ~a} тоді і тільки тоді, коли {\displaystyle \varliminf _{n\rightarrow \infty }x_{n}=\varlimsup _{n\rightarrow \infty }x_{n}=a}.
- Для будь-якого наперед узятого додатного числа {\displaystyle ~\varepsilon } всі елементи обмеженої числової послідовності {\displaystyle \left\{x_{n}\right\}_{n=1}^{\infty }}, починаючи з деякого номера, залежного від {\displaystyle ~\varepsilon }, лежать усередині інтервалу {\displaystyle \left(\varliminf _{n\to \infty }x_{n}-\varepsilon ,\varlimsup _{n\to \infty }x_{n}+\varepsilon \right)}.
- Якщо за межами інтервалу {\displaystyle \left(a,b\right)} лежить лише скінченна кількість елементів обмеженої числової послідовності {\displaystyle \left\{x_{n}\right\}_{n=1}^{\infty }}, то інтервал {\displaystyle \left(\varliminf _{n\to \infty }x_{n},\varlimsup _{n\to \infty }x_{n}\right)} міститься в інтервалі {\displaystyle \left(a,b\right)}.
- Виконуються нерівності:
- {\displaystyle \inf _{n}x_{n}\leq \liminf _{n\to \infty }x_{n}\leq \limsup _{n\to \infty }x_{n}\leq \sup _{n}x_{n}}
- {\displaystyle \varlimsup _{n\to \infty }(a_{n}+b_{n})\leq \varlimsup _{n\to \infty }(a_{n})+\varlimsup _{n\to \infty }(b_{n}).}

{\displaystyle \varliminf _{n\to \infty }(a_{n})+\varliminf _{n\to \infty }(b_{n})\leq \varliminf _{n\to \infty }(a_{n}+b_{n}).}